# Mudvayne
Mudvayne es una banda estadounidense de heavy metal formada en Peoria, Illinois en 1996. Consta de cuatro miembros, el vocalista principal Chad Gray, Greg Tribbett en guitarras, Ryan Martinie en bajos y Matthew McDonough en batería. Bajo el sello Epic Records, La banda cuenta con una discografía de cinco álbumes de estudio, dos álbumes de compilación, y dos DVD. 
En sus comienzos, la banda estaba influenciada por el metal progresivo con ritmos de jazz y blues, aunque conservando un tono agresivo característico del heavy metal.
Mudvayne ha alcanzado la fama en el 2000 con su álbum debut L.D. 50, que alcanzó el puesto n.º 85 en el Billboard 200, y que desde entonces ha sido certificado oro por la RIAA. El sencillo principal del álbum, Dig, ganó el MTV2 Award en los MTV Video Music Awards, en el 2001. Adicionalmente, fue la primera vez en la que el premio le fue entregado a una banda de metal. En el 2006, Mudvayne fue nominada por mejor performance de una banda de metal, en los Premios Grammy, por su sencillo Determined del álbum Lost and Found. Mudvayne posee cuatro certificaciones oro por la RIAA, y ha vendido aproximadamente tres millones de álbumes en los Estados Unidos.
Desde 2010, la banda ha permanecido inactiva, con sus miembros enfocados en la realización de otros proyectos y haciendo apariciones especiales. Chad Gray es el vocalista del grupo de heavy metal Hellyeah, a la que también pertenecía Greg Tribbett hasta 2014. A principios de 2015, Chad Gray declaró que el regreso de la banda, por el momento parece muy poco probable a menos que "todos los integrantes de la banda se lamieran las heridas y lo superaran.
En el 2021, después de 11 años de separación, la banda anunció su regreso a los escenarios, con fechas confirmadas para sus giras. 

## Biografía

### Orígenes (1996-1998)
Mudvayne se formó en 1996 con Chad Gray, Greg Tribbet, Matthew McDonough, y Shawn Barclay, publicando su demo Kill, I Oughtta. En 1998, el bajista Shawn Barclay fue reemplazado por el actual integrante Ryan Martinie.
Su primer trabajo fue editado en 1996, ellos mismos produjeron un EP titulado Kill, I Oughtta, que les sirvió para darse a conocer en el ambiente musical de su zona y para conseguir un contrato con la compañía discográfica Epic Records.

### L.D.50(1999-2000)
Su primer disco, L.D. 50, fue producido por Shawn Crahan y Garth Richardson, el primero de estos percusionista de Slipknot, y sirvió como carta de presentación, no sólo del peculiar estilo muy elaborado de la banda, sino también de sus aptitudes como músicos.
Hoy en día, Mudvayne es una banda bastante elogiada en el panorama del rock internacional. Aunque el hecho de haber hecho una gira con Slipknot haciendo de teloneros les haya costado la comparación del estilo con estos (de hecho fue de ellos que copiaron, por así decirlo, el maquillaje que utilizan en sus conciertos), cosa que Matt McDonough negó. En una entrevista que dio a MTV declaró que en comparación del maquillaje no es una copia y que esos comentarios solo están basados en el sentido común, la posición del mencionado baterista es algo contundente, ya que con su respuesta echa por tierra cualquier posición que se generó a través de esto; él declaró: 

Nuestro estilo de maquillaje es muy distinto al de nuestros colegas, deben Uds. notar que el rock cuando empezó a progresar empezaron los maquillajes en los rostros de muchos roqueros, tal es el caso de los inmortales Kiss, noten también que nuestros colegas usan máscaras, y nosotros solo nos maquillamos como en la época de los '70, lo cual es la razón de ser de nuestro maquillaje original.

Además se notan claramente las diferencias en su música. Los miembros de la banda dicen que el maquillaje es una forma de darle algo más a sus conciertos, un aspecto visual.
La banda había estado de tour junto a Slipknot nuevamente y acompañados de grandes agrupaciones, System Of A Down, Rammstein, American Head Charge y No One, estos seis grupos estuvieron por casi mes y medio por todo EE. UU en el The Pledge Of Allegiance Tour, lamentablemente Mudvayne fue la primera banda en abandonar el tour a casi cumplir el mes, Rammstein fue la segunda banda en retirarse porque se sintió algo perturbado por los sucesos del 9/11 y decidieron abandonarlo dejando a solo cuatro grupos continuar el tour hasta terminarlo.

### The Beginning of all Things to EndyThe End of All Things to Come(2001-2003)
A este disco le siguió The end of All things to come, donde se simplifican las estructuras de los temas en comparación con L.D.50 y Lost and Found. Se trata de un trabajo donde ahondan su lado más agresivo con una mayor madurez compositiva, alejada de los excesos de su primer trabajo pero manteniendo su concepto de complejidad.
Durante el año 2003, participaron del Projekt Revolution con Linkin Park.
Como dato curioso, la canción «Not falling» fue usada en la serie de MTV TV de Ciertopelo (Fur TV en inglés) y en la película Ghost ship en los créditos finales (empieza unos veinte segundos antes de terminar).

### Lost and Found(2004-2006)
En el 2005 fue lanzado el álbum Lost and Found, el cual obtuvo disco de platino. 
A mediados del 2005 Mudvayne participó en el escenario principal de Ozzfest, durante ese concierto, Chad Gray vestía un traje de mono sin cabeza. Pasaron por un lamentable  suceso cuando estaban de tour junto con American Head Charge, Life Of Agony y Bloodsimple, el fallecimiento de un integrante de American Head Charge, el guitarrista Bryan Ottoson, por una sobredosis de medicamentos y tuvieron que cancelar el tour. Mudvayne en el año 2006 estuvo de tour junto a Korn y 10 Years en el See You On The Other Side Tour.

### By the People, For the People(2007-2008)
By the People, For the People es el álbum recopilatorio que contiene canciones en vivo y demos de sus anteriores álbumes, así como dos nuevas grabaciones, el sencillo «Dull Boy» y «King of Pain», un cover de la banda The Police. El álbum fue llamado así porque la banda quería dar un cierto tipo de homenaje a sus admiradores como parte de agradecimiento, pero además tuvieron la oportunidad de que participaran en la elección de las mejores canciones y también en el diseño de la carátula.
En noviembre del 2007 se llevó a cabo una convocatoria en la que los admiradores podrían participar en la creación del video para Dull Boy y en el que el ganador se llevaría una cámara de video digital de última tecnología.
En el 2007 Chad Gray y Greg Tribbett llevaron a cabo el proyecto Hellyeah, una banda de Post-thrash que incluye al baterista de Pantera, Vinnie Paul Abbott, y a miembros de la banda Nothingface.

### The New Game(2008)
La banda lanzó su álbum llamado The New Game el día 18 del mes de noviembre de 2008, de él se destacan los singles «Do What You Do» y «Scarlet Letters» además de un videoclip para la canción «A New Game» entre las 11 canciones figura la canción «Dull Boy» que había sido presentada con anterioridad en el álbum By the People, For the People.

### Mudvayne(2009)
Su sexto álbum de estudio, titulado así mismo Mudvayne, fue producido por Dave Fortman asociado con Jeremy Parker. El álbum es «un poco más retro» desde el punto de vista de un escritor musical, de acuerdo a Gray: «Hemos estado haciendo ésta progresión natural, y yo creo que para éste, apenas clasificamos de un regreso natural». El álbum fue grabado durante el verano del 2008 en El Paso Texas. El 7 de octubre de 2009, Mudvayne colocó un anuncio en su MySpace diciendo que lanzarían un álbum titulado así mismo, el 22 de diciembre, seguido de una gira. Publicaron previamente a su lanzamiento de su álbum dos canciones llamadas «Beautiful and Strange» y «Heard it All Before» en su página oficial de MySpace. Mudvayne ha sido descrito por McDonough como «el mejor CD que la banda ha grabado desde su segundo álbum, The End Of All Things To Come».
El álbum fue lanzado en cuatro diferentes formatos: una edición Estándar en caja de plástico, otra edición Versión Deluxe limitada a 100.000 copias; contiene el disco «sensible» a la luz en formato Digipack y un led para poder ver la carátula. Una edición Versión Super Deluxe, edición limitada a 1000 copias que sólo se venden a través de la Web oficial del grupo. Contiene el disco «sensible» a la luz en formato Digipack, un led para poder alumbrar la portada del disco, una calcomanía y un póster.

### Regreso (2021-presente)
El 18 de abril del 2021 la banda anuncia su regreso a los escenarios después de 11 años de inactividad, en sus redes sociales y su plataforma de YouTube publicaron un teaser que anunció su regreso a la música, además el grupo emitió el siguiente mensaje: "Estos síntomas sugieren que nuestra evolución, suponemos, que del reino animal al reino humano fueron catalizados o disparados por nuestro encuentro con estos alucinógenos, y… Sí, somos un mono con una relación simbólica con una seta, y eso nos ha dado conciencia, lenguaje, religión, y todo el espectro de efectos que fluyen con estas cosas. Y uno sólo puede preguntarse cómo estos alucinógenos también afectan nuestra futura evolución. Nos han llevado a este punto y mientras les hacemos conscientes de nuestra relación, quizá seamos capaces de tomar el control de nuestro futuro camino evolutivo”. El mensaje es misterioso pero dio señales de su vuelta, además publicaron fechas para sus giras.
| Fechas 2021 |
| --- |
| - Inkcarceration Festival: 11 de septiembre, Mansfield, Ohio. - Louder Than Life: 26 de septiembre; show cancelado porque Chad y varios miembros del personal dieron positivo a Covid-19. - Aftershock Festival: 9 de octubre, Sacramento, California. Apartir de este show, la banda cuenta con la participación de un segundo guitarrista como apoyo. Su nombre es Marcus Rafferty, él es tecnico de guitarra en Hellyeah y otras bandas como Lamb Of God y Hatebreed. - Welcome To Rockville: 14 de noviembre, Daytona Beach, Florida. |

| Fechas 2022 |
| --- |
| - Voragos: 16 de febrero, Norwegian Pearl Miami, Florida. Se pospuso pero no se volvió a dar detalles. - Upheaval Festival: 15 de julio, Grand Rapids, Michigan. - Rock Fest: 16 de julio, Cadott, Wisconsin. - Freaks On Parade Summer Tour: Junto a Rob Zombie, Static-X y Powerman 5000. Iniciando el 20 de julio en Maryland Heights, Misuri, hasta el 21 de agosto en The Woodlands, Texas. |

| Fechas 2023 |
| --- |
| - The Psychotherapy Sessions Tour: Junto a Coal Chamber, Gwar, Nonpoint y Butcher Babies. Iniciando el 20 de julio en West Palm Beach, Florida, hasta el 26 de agosto en Englewood, Colorado. Este sería el primer tour de Mudvayne como headliners desde Pedal To The Metal Tour en 2009. - Hell And Heaven Fest: Domingo 5 de Noviembre en Toluca, México; CANCELADO. Chad Gray por medio de sus redes confirmó que la banda no se presentará en el festival por motivos aún desconocidos. Un fan le preguntó sobre que pasaría ya que había fuertes rumores sobre su cancelación y Chad le confirmó que no estarán ahí. Semanas después la banda lanzó un comunicado por medio de redes sociales confirmando su cancelación en el festival. |

| Fechas 2024 |
| --- |
| Mudvayne confirmó un tour por Australia junto a Coal Chamber. Primer tour por el país desde 2006. - Fortitude Music Hall: 14 de febrero, Brisbane. - Hordern Pavilion: 16 de febrero, Sydney. - Festival Hall: 17 de febrero, Melbourne. - Hindley Street Music Hall: 19 de febrero, Adelaida. - Metro City: 21 de febrero, Perth. Fechas en Estados Unidos. - Welcome To Rockville: 9 de mayo, Daytona Beach, Florida. - Hollywood Casino at Penn National Race Course: 11 de mayo, Grantville, Pensilvania. Junto a Zero 9:36, Hyro The Hero y A Killer's Confession. - The Rave/Eagles Club: 15 de mayo, Milwaukee, Wisconsin. Junto a P.O.D., Hyro The Hero y A Killer's Confession. - Sonic Temple Art & Music Festival: 16 de mayo, Columbus, Ohio. - Foxwoods Resort Casino: 18 de mayo, Mashantucket, Connecticut. Junto a P.O.D., Hyro The Hero y A Killer's Confession. - Destroy All Enemies Tour: Mudvayne acompañará a Megadeth y a All That Remains en una gira masiva por casi todo el país, un total de 33 fechas. Iniciando el 2 de agosto en Rogers, Arkansas y concluyendo el 28 de septiembre en Nashville, Tennessee. - Headline shows: Cuatro fechas junto a All That Remains. 27, 29, 30 de agosto y concluyendo el 1 de septiembre. Visitarán North Charleston Carolina del Sur, Grand Rapids Michigan, Madison Wisconsin y Green Bay Wisconsin. Fechas en Latinoamérica y Sudamérica. Mudvayne anunció tres shows que dos de los cuales serán su primera visita en toda su carrera. - Knotfest Brasil 2024: 19 de octubre, Sao Paulo, Brasil. Primera visita al país. - Nu Metal Revolution 2024: 26 de octubre, CDMX, México. Este será el primer festival de Nu Metal en México donde la banda será el headliner. - Knotfest Chile 2024: 2 de noviembre, Ñuñoa, Chile. Primera visita al país. |